# Suzanne Lilar
Suzanne barones Lilar, geboren als Suzanne Verbist (Gent, 21 mei 1901 - Brussel, 12 december 1992) was een Belgische schrijfster. Lilar schreef essays, romans en toneelstukken in het Frans.
Haar echtgenoot was Albert Lilar, de Belgische Minister van Justitie en Minister van staat. Ze was de moeder van de schrijfster Françoise Mallet-Joris en de kunsthistorica Marie Fredericq-Lilar.
In 1956 werd Lilar verkozen tot lid van de Académie royale de langue et de littérature françaises de Belgique. Voor haar literair oeuvre werd Lilar in 1976 met de erfelijke titel van barones vereerd.

## Belangrijkste werken
- Le Burlador (1945), Brussel, Éditions des Artistes
- Tous les chemins mènent au ciel (1947), Brussel, Éditions des Artistes; 1989, Brussel, Les Éperonniers
- The Belgian Theatre since 1890 (1950), New York, Belgian Government Information Center
- Le Roi lépreux (1951), Brussel, Les Éditions Lumière
- Soixante ans de théâtre belge (1952)
- Journal de l'analogiste (1954), Paris, Éditions Julliard; 1979, Parijs, Grasset. Voorwoord Julien Gracq, Introductie Jean Tordeur, ISBN 2-246-00731-3
- Théâtre et mythomanie (1958), Porto.
- La confession anonyme (1960), Parijs, Éditions Julliard; 1980, Brussel, Éditions Jacques Antoine, voorwoord van de auteur; 1983, Parijs, Gallimard, ISBN 2-07-025106-3. De Belgische regisseur André Delvaux adapteerde de roman voor de film Benvenuta in 1983.
- Le Divertissement portugais (1960), Parijs, Éditions Julliard; 1990, Brussel, Labor, Espace Nord, ISBN 2-8040-0569-0
- Le Couple (1963), Parijs, Grasset; 1970, Bernard Grasset Coll. Diamant, 1972, Livre de Poche; 1982, Brussel, Les Éperonniers, ISBN 2-8713-2193-0; Vertaald als Aspects of Love in Western Society in 1965, Jonathan Griffin, New York, McGraw-Hill, LC 65-19851
- A propos de Sartre et de l'amour (1967), Parijs, Éditions Bernard Grasset; 1984, Gallimard, ISBN 2-07-035499-7
- Le Malentendu du Deuxième Sexe (1969), met de collaboratie van Prof. Gilbert-Dreyfus. Paris, Presses Universitaires de France
- Une enfance gantoise (1976). Parijs, Grasset, ISBN 2-246-00374-1; 1986, Bibliothèque Marabout
- A la recherche d'une enfance (1979). Voorwoord Jean Tordeur. Brussel, Éditions Jacques Antoine, met foto's van Lilars vader
- Journal en partie double (1986) in Cahiers Suzanne Lilar, Parijs, Gallimard, ISBN 2-07070632-X
- Les Moments merveilleux (1986) in Cahiers Suzanne Lilar, Parijs, Gallimard, ISBN 2-07070632-X
- Journal en partie double (1986) in Cahiers Suzanne Lilar, Parijs, Gallimard, ISBN 2-07070632-X
- Les Moments merveilleux (1986) in Cahiers Suzanne Lilar, Parijs, Gallimard, ISBN 2-07070632-X

## Kritische werken
- Bulletin de l'Académie Royale de Langue et de Littérature françaises. Brussel, 1978, t. LVI, nr. 2, pp. 165–204
- Alphabet des Lettres belges de langue française. Brussel, Association pour la promotion des Lettres belges de langue française, 1982
- Cahiers Suzanne Lilar. Parijs, Gallimard, 1986 (with a bibliography by Martine Gilmont)
- Marc Quaghebeur, 1990, Lettres belges: entre absence et magie. Brussel, Labor, Archives du Futur
- Paul Renard, 1991. Suzanne Lilar: Bio-Bibliographie, vol. 17, pp. 1–6 in Nord - Revue de Critique et de Création Littéraires du Nord/ Pas-de-Calais. Suzanne Lilar- Françoise Mallet-Joris, ISSN 0755-7884
- Béatrice Gaben-Shults, 1991. Le Théåtre de Suzanne Lilar: tentation et refus de mysticisme, vol. 17, pp. 7–13, in Nord - Revue de Critique et de Création Littéraires du Nord/ Pas-de-Calais. Suzanne Lilar - Françoise Mallet-Joris, ISSN 0755-7884
- Colette Nys-Mazure, 1991. La part du feu , vol. 17, pp. 15–22, in Nord - Revue de Critique et de Création Littéraires du Nord/ Pas-de-Calais. Suzanne Lilar - Françoise Mallet-Joris, ISSN 0755-7884
- Michèle Hecquet, 1991. L'Éducation paternelle: Une enfance gantoise, vol. 17, pp. 23–28, in Nord - Revue de Critique et de Création Littéraires du Nord/ Pas-de-Calais. Suzanne Lilar - Françoise Mallet-Joris, ISSN 0755-7884
- Colette Nys-Mazure, 1992, Suzanne Lilar. Editions Labor, Brussel, 150 pp., ISBN 2-8040-0698-0
- Frans Amelinckx, 1995, L'apport de John Donne à l'uvre de S. Lilar, pp. 259–270 in La Belgique telle qu'elle s'écrit
- Françoise Mallet-Joris, Portret van de auteur; Colette Nys-Masure, Voorwoord voor Suzanne Lilar - Théåtre, 1999, Collection Poésie Théåtre Roman, Académie Royale de Langue de Littérature Françaises, ISBN 2-8032-0033-3
- Suzanne Fredericq, 2001, Elegance: A Brief, Perfectly Balanced Instant of Complete Possession of Forms, pp. 14–19 In Elegance, Beauty and Truth, Ed. Lewis Pyenson, New Series Vol. 2, Center for Louisiana Studies, Univ. of Louisiana at Lafayette, ISBN 1-889911-09-7
- Susan Bainbrigge, 2004, Writing about the In-Between in Suzanne Lilar's Une Enfance gantoise, Forum for Modern Language Studies 40(3):301-313